# Detlef Jahn
Detlef Günter Jahn (* 5. April 1956 in Duisburg) ist ein deutscher Politikwissenschaftler und seit 1999 Inhaber des Lehrstuhls für Vergleichende Regierungslehre an der Universität Greifswald.

## Leben
Nach einem Studium der Politikwissenschaft, Soziologie und Geschichte an den Universitäten Duisburg, Bielefeld und Edinburgh (Schottland) promovierte Jahn 1991 mit einem DAAD-Stipendium am Europäischen Hochschulinstitut in Florenz über das Thema „New Politics in Trade Unions“.
1993 wurde er wissenschaftlicher Mitarbeiter an der Universität Paderborn, wo er auch 1998 mit dem Thema „Zur Institutionalisierung ökologischer Standpunkte in modernen Gesellschaften“ habilitierte. Noch im selben Jahr erhielt er einen Ruf auf eine C4-Professur für Vergleichende Regierungslehre an die Ernst-Moritz-Arndt Universität Greifswald. Zuvor war er von 1993 bis 1996 Gastwissenschaftler an der Universität Göteborg (mit einem Habilitationsstipendium der DFG) und von 1996 bis 1998 Forschungsprofessor an der Nottingham Trent University.
Detlef Jahn forschte und lehrte an der Universität Göteborg, der Nottingham Trent University, der Åbo Akademi (Finnland), der New York University, der University of California Los Angeles und Irvine, sowie an der Australian National University und der Lincoln University in Neuseeland.
Jahn verfasste grundlegende Einführungswerke in die Vergleichende Politikwissenschaft (2006; zweite Auflage 2013) und die Politikwissenschaft (2009; zusammen mit Bernauer, Kuhn und Walter; dritte Auflage 2015). Die Ergebnisse seiner Forschungsarbeiten zur Umweltpolitik der OECD-Länder, der politischen und wirtschaftlichen Performanz in Zentral- und Osteuropa, sowie zum politischen Prozess in modernen Demokratien und dem Einfluss der Globalisierung auf die Staatstätigkeit sind in nationalen und internationalen Fachzeitschriften wie European Journal of Political Research, West European Politics, International Organization, Journal of Public Policy erschienen.
Zusammen mit Lyle Scruggs (University of Connecticut) und Kati Kuitto hat er einen Datensatz zu wohlfahrtsstaatlichen Ersatzzahlungen erarbeitet und der Öffentlichkeit unter Comparative Welfare Entitlements Dataset (CWED2) zur Verfügung gestellt.
Von April 2002 bis Oktober 2009 war Jahn Sprecher der DVPW-Sektion „Vergleichende Politikwissenschaft“. Seit 2008 ist er Vorstandsmitglied des Sustainable Government Indicator der Bertelsmann-Stiftung. Seit Oktober 2012 ist er permanenter Fellow der Kolleg-Forschergruppe „The Transformative Power of Europe“ der Freien Universität Berlin.

## Werke (Auszug)
Bücher
- New Politics in Trade Unions. Applying Organizational Theory to the Ecological Discourse on Nuclear Energy in Sweden and Germany. Mit einem Vorwort von Claus Offe. Dartmouth, Aldershot 1993, ISBN 1-85521-411-3 (= überarbeitete Dissertation, Universität Bielefeld).
- Die Lernfähigkeit politischer Systeme. Zur Institutionalisierung ökologischer Standpunkte in Schweden und der Bundesrepublik Deutschland. Nomos, Baden-Baden 2000, ISBN 3-7890-6418-1 (= Habilitationsschrift, Universität Paderborn, 1996).
- Einführung in die vergleichende Politikwissenschaft. VS, Wiesbaden, Zweite Auflage 2013, ISBN 3-8100-3894-6.
- (mit Marko Joas und Kristine Kern) Governing a Common Sea: The Continuing Change in the Baltic Sea Area Patterns of Governance. Earthscan, London 2009, ISBN 978-1-84407-537-9.
- (Hrsg., mit Susanne Pickel, Gert Pickel, Hans-Joachim Lauth) Methoden der vergleichenden Politik- und Sozialwissenschaft: Neue Entwicklungen und Anwendungen. VS, Wiesbaden 2008, ISBN 978-3-531-16194-5.
- (zusammen Thomas Bernauer, Patrick Kuhn und Stefanie Walter) Einführung in die Politikwissenschaft. Nomos, Baden-Baden, Dritte Auflage 2015, ISBN 978-3-8329-3807-9.
- Vergleichende Politikwissenschaft. VS, Wiesbaden 2011, ISBN 978-3-531-15209-7.
- The Politics of Environmental Performance. Institutions and Preferences in Industrialized Democracies. Cambridge: Cambridge University Press 2016, ISBN 978-1-107-11804-1.

Aufsätze
- Environmental Performance and Policy Regimes: Explaining Variations in 18 OECD-Countries, POLICY SCIENCES, Vol. 31, No. 2, 107-131; 1998.
- The „New“ Rhetoric of New Labour in Comparative Perspective: A Three-Country Discourse Analysis, WEST EUROPEAN POLITICS, Jg. 23, Nr. 1, 26-46; 2000 (zusammen mit Matt Henn).
- Das politische System Schwedens, in: Wolfgang Ismayr (Hrsg.): Die politischen Systeme Westeuropas, 3. Aufl., 2003. ISBN 3-8252-8099-3
- Globalization as Galton's Problem: The Missing Link in the Analysis of the Diffusion Patterns in Welfare State Development. International Organization 60: (2): 401-431; 2006.
- Umweltpolitik und Föderalismus: Zur Klärung eines ambivalenten Zusammenhangs, in: Jacob, Klaus/Biermann, Frank/Busch, Per Olof/Feindt, Peter H. (Hg.) PVS Sonderhefte Politik und Umwelt. (zusammen mit Sonja Wälti) Wiesbaden: VS-Verlag, 2007 (262-279).
- Was ist vergleichende Politikwissenschaft: Standpunkte und Kontroversen, Zeitschrift für vergleichende Politikwissenschaft – ZfVP, Konzept Heft 1/2007, 9-27.
- Conceptualizing Left and Right in Comparative Politics: Towards a Deductive Approach. Party Politics, 17 (6): 745-65. 2011.
- The Impact of Climate on Atmospheric Emissions: Constructing an Index of Heating Degrees for 21 OECD Countries from 1960-2005. Weather, Climate and Society (Journal of the American Metrological Society), 5, 97–111, 2013
- The Three Worlds of Environmental Politics, in Andreas Duit (ed.) State and Environment: The Comparative Study of Environmental Governance. Cambridge (MA): MIT Press (81- 109). 2014.
- “The Problem of Interdependence.” In: Braun, Dietmar and Martino Maggetti (eds.), Comparative Politics: Theoretical and Methodological Challenges. Cheltenham: Edward Elgar. Together with Sebastian Stephan. 14-54. 2015.
- Diffusion, in: Wenzelburger, Georg and Zohlnhöfer Reimut (eds.) Handbuch Policy-Forschung (Handbook Policy Research). Wiesbaden: Springer. 247-276.
- Changing the Guard: Trends in Corporatist Arrangements in 42 Highly Industrialized Societies from 1960 to 2010. Socio-Economic Review, 14(1): 47-71. 2016.
- Distribution Regimes and Redistribution Effects during Retrenchment and Crisis: A Cui Bono Analysis of Unemployment Replacement Rates of Various Income Categories in 31 Welfare States", in Journal of European Social Policy. (forthcoming)